# 陳羽 (唐朝)
陈羽（?—?），江东人，唐朝诗人、政治人物。
工於诗，早年與僧人灵一交游，有詩互酬。贞元八年（792年）進士第及，与韩愈、王涯、欧阳詹、贾稷等同榜，號“龙虎榜”。歷官东宫卫佐。有集一卷，今佚。